# عمرو عادل
عمرو عادل (عربی: عمرو عادل؛ زادهٔ ۵ دسامبر ۱۹۸۰) یک ورزشکار اهل مصر است.
از باشگاه‌هایی که در آن بازی کرده‌است می‌توان به باشگاه ورزشی زمالک اشاره کرد.